# 横浜メディア・ビジネスセンター
横浜メディア・ビジネスセンター（よこはまメディア・ビジネスセンター、通称はYokohamaMBC）は、神奈川県横浜市中区にある高層ビル。地上13階建、地下2階。ビルに神奈川新聞社、テレビ神奈川、横浜市中小企業支援センター、関東学院大学などが入居している。

## 概要
建物の所在地にもともと神奈川新聞社の本社が立地していたが、神奈川新聞社と横浜市産業振興公社が共同ビルの建設を計画し、さらに、神奈川新聞社は2001年2月にTVKの参加を呼び掛けた。2001年6月に横浜市、TVK、神奈川新聞社が「関内・山下町再開発整備構想」を発表し、基本協定書を締結した。
設計は山下設計が担当した。2002年7月14日に着工し、2004年2月に竣工した。竣工と同時に、テレビ神奈川と神奈川新聞社は本社機能を横浜メディア・ビジネスセンターに移転した。1階から5階までにテレビ神奈川（tvk）とその関連会社が入居し、9階から12階までに神奈川新聞社が入居している。2004年5月10日の午前5時20分から、tvkが横浜メディア・ビジネスセンターでの放送を開始した。
8階に関東学院大学のKGU関内メディアセンターが入居し、平日と土曜日に開館する。
公益財団法人横浜企業経営支援財団（IDEC横浜）は、横浜メディア・ビジネスセンターの5階から7階までの3フロアを所有していたが、2019年に売却した。
ビルの1階に、「ヨコハマNEWSハーバー」という公開スペースが入っている。このスペースは以前、お昼の情報番組（「1230アッと!!ハマランチョ」、「ありがとッ!」、「猫のひたいほどワイド」）の放送など、スタジオとして利用されていた。また、カフェ・レストラン「ブッフェレストランアプローズ→ハーバーズダイニング」が入居していたが、2022年8月をもって閉店し、レストラン自体も18年の歴史に幕を下ろした。2023年4月より公開スペースはeスポーツ高等学院横浜校が、9階は中央高等学院横浜校が使用している。

## 所在地・アクセス
- 所在地：横浜市中区太田町2丁目23号
- アクセス：JR東日本根岸線・横浜市営地下鉄ブルーライン関内駅/みなとみらい線馬車道駅・日本大通り駅